# 남자의 그 물건
《남자의 그 물건》은 대한민국의 JTBC의 예능 프로그램이었다. 일상생활에서 쓰이는 많은 제품들을 직접 사용하면서 이에 대한 많은 이야기들을 나누는 형식의 예능 프로그램이었다.

## 방송 시간
- 2013년 1월 11일 ~ 2013년 3월 8일 : 매주 금요일 저녁 11시
- 2013년 3월 11일 ~ 2013년 5월 27일 : 매주 월요일 저녁 11시